# Мозес Ешлі Кертіс
Мозес Ешлі Кертіс (англ. Moses Ashley Curtis, 11 травня 1808 — 10 квітня 1872) — американський ботанік, міколог, вчитель та священик.

## Життєпис
Мозес Ешлі Кертіс народився у штаті Массачусетс 11 травня 1808 року.
Він здобув освіту у Williams College у Массачусетсі. Після здобуття вищої освіти Кертіс став наставником дітей колишнього губернатора Едварда Бішопа Дадлі у Вілмінгтоні. Він повернувся у Массачусетс у 1833 році для вивчення богослов'я.
У 1834 році Кертіс одружився з Мері де Россет, був висвячений у 1835 році, щоб викладати у єпископальної школі у Ролі. У 1841 році став ректором Протестантської Єпископальної Церкви у Гілсборо, Північна Кароліна.
Як ботанік, Кертіс досліджував південні Аппалачі, зробивши головну експедицію у 1839 році. Він зібрав лишайники для Едварда Такермена та листувався з багатьма іншими ботаніками, включаючи Майлза Джозефа Берклі, якому він послав багато зразків з описами та примітками.
Грей говорив про нього, що «Жоден з живих ботаніків так добре не знайомий з рослинністю південних Аллеганів». За останні двадцять п'ять років свого життя Кертіс став авторитетом в області мікології.
Мозес Ешлі Кертіс помер у місті Гіллсборо, штат Північна Кароліна 10 квітня 1872 року.

## Наукова діяльність
Мозес Ешлі Кертіс спеціалізувався на насіннєвих рослинах та на мікології.

## Окремі публікації
- 1843. Enumeration of Plants Growing Spontaneously Around Willmington, N.C. Boston J.Nat.Hist.May.
- 1849. Berkeley, M.J.; M.A. Curtis. Contributions to the mycology of North America. Am.J.Sci.&Arts.
- 1860. Berkeley, M.J.; M.A. Curtis. Characters of new fungi, collected in the North Pacific exploring expedition by Charles Wright. Proc.Nat.Acad.Arts&Sci., USA 4 pp. 111 – 130.